# Pelseneeria
Genre
Synonymes
- Parastilifer A. V. Ivanov, 1952
- Rosenia Nierstrasz, 1913
- Stylina Fleming, 1828
- Turtonia Rosén, 1910
- Venustilifer Powell, 1939[2]

Pelseneeria est un genre de mollusques gastéropodes au sein de la famille Eulimidae. Les espèces rangées dans ce genre sont marines et parasitent des échinodermes, notamment des oursins ; l'espèce-type est Pelseneeria profunda.

## Taxinomie
Le genre Pelseeneria est décrit en 1908 par les zoologistes français Jean Baptiste François René Koehler et Clément Vaney. Ils rapprochent ce genre de Mucronalia qu'ils qualifient de « voisin ».

## Description
Les espèces du genre Pelseneeria peuvent atteindre une hauteur de 6 mm. La coquille est piriforme et enroulée.

## Distribution
Cinq espèces sont présentes dans les eaux européennes, c'est-à-dire dans l'océan Atlantique et la mer Méditerranée. P. media, P. profunda et P. striata sont connus dans les eaux profondes autour des Açores ; P. stylifera et P. minor ont une distribution plus importante en Europe : le premier est présent des côtes occidentales de Norvège jusqu'au golfe de Gascogne, le second est rapporté aux Açores, en Méditerranée, notamment en mer d'Alboran.
Les autres espèces sont présentes dans l'océan Pacifique.

## Liste d'espèces
Selon World Register of Marine Species (18 août 2017) :
- Pelseneeria bountyensis (Powell, 1933)
- Pelseneeria brunnea (Tate, 1887)
- Pelseneeria castanea (Dall, 1925)
- Pelseneeria hawaiiensis Warén, B. L. Burch & T. A. Burch, 1984
- Pelseneeria media Koehler & Vaney, 1908
- Pelseneeria minor Koehler & Vaney, 1908
- Pelseneeria minuta (Dall, 1927)
- Pelseneeria perdepressa (Dall, 1925)
- Pelseneeria profunda Koehler & Vaney, 1908
- Pelseneeria secunda (Powell, 1940)
- Pelseneeria sibogae (Schepman & Nierstrasz, 1909)
- Pelseneeria stimpsonii (A. E. Verrill, 1872)
- Pelseneeria striata Bouchet & Warén, 1986
- Pelseneeria stylifera (Turton, 1825)
- Pelseneeria sudamericana Pastorino & Zelaya, 2001
- Pelseneeria thurstoni (Winckworth, 1936)
- Pelseneeria yamamotoi (Habe, 1952)